# Кольджи-хан
Кольджи-хан — одна из основных вершин Семинского хребта (вторая по высоте) в западной части Республики Алтай, на границе двух её административных районов — Онгудайского и Усть-Канского. Высота горы — 1992 м.
Гора сложена преимущественно из метаморфических пород, гранита, диорита и глинистого сланца. Склоны Кольджи-хан достаточно крутые, покрыты лиственничными и пихтово-кедровыми лесам, а на вершине южной части можно встретить каменистую тундру и множество скальных останцов высотами до метров. Со склонов Кольджи-Хана берут своё начало несколько притоков реки Балшахту (приток Табатая) и Ело: с северной стороны от горы протекает река Балшахту, а с восточной — Табатай. Южнее вершины проходит дорога (Р-373), соединяющая Усть-Кан и Чуйский тракт недалеко от села Каракол. На юго-западе расположен перевал Ябоганский, он же Аялу (1492 м), а с северо-западной стороны, сразу за перевалом (1781 м) расположено небольшое село Верх-Ябоган, являющееся в окрестностях горы единственным населённым пунктом. В соседних долинах встречаются лишь зимовья охотников.
Соседние с Кольджи-Ханом горы имеют схожие высоты в пределах 1650—1850 м.